# Fordlandia

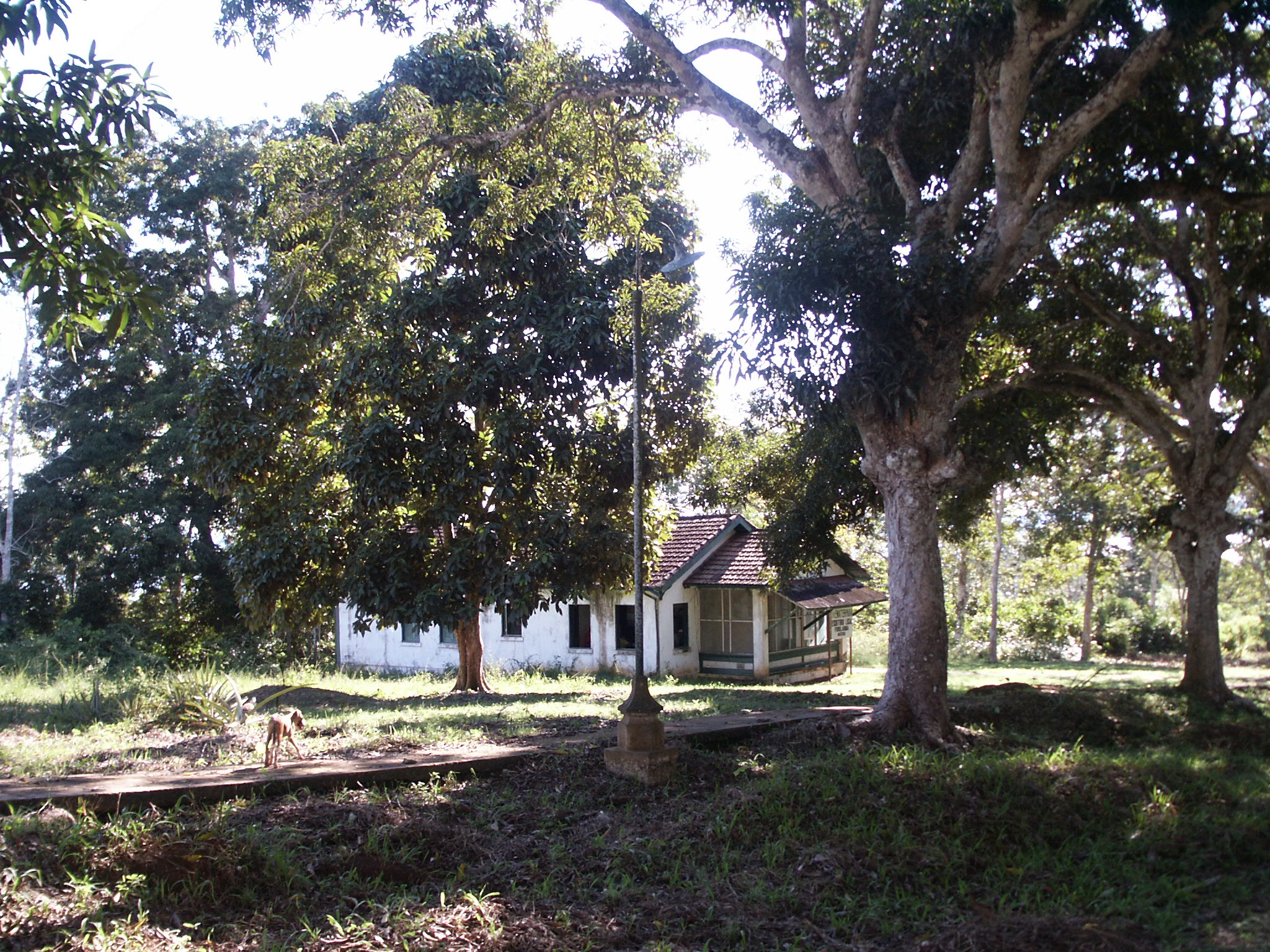
Ruinas de Fordlandia

Fordlandia (en portugués: Fordlândia, o Ford Land) fue, a principio de los años 30, una población brasileña establecida a orillas del río Tapajós, afluente del Amazonas, cuyos centros urbanos establecidos más próximos eran Santarém y Belém.

## Historia
Fue ideada por Henry Ford para establecer más de 20,000 hectáreas de cultivos del árbol de caucho, cuya producción satisfaría la demanda de caucho de la Ford y rompería el monopolio británico y holandés, originado por las plantaciones en el sudeste asiático, principalmente en Malasia
Por diferentes factores, principalmente porque los trabajadores estaban siendo explotados y por la obsesión de Ford de trasladar cultura estadounidense al Amazonas por la fuerza, estas plantaciones no prosperarían y darían como resultado que para cuando se produjo el abandono de la ciudad, en los años cuarenta, Ford había acumulado pérdidas por valor de veinte millones de dólares (doscientos millones al cambio de hoy), mientras el caucho sintético convertía al natural en obsoleto.
Hoy, Fordlandia es una ciudad abandonada que descansa perdida en el corazón del Amazonas, frecuentada tan solo por unos pocos granjeros y algún turista ocasional.
A Henry Ford le daban miedo las enfermedades tropicales, por lo que nunca llegó a visitar Fordlandia en persona.[cita requerida]